# Quintus Tullius Cicero
Quintus Tullius Cicero (102 př. n. l. Arpino Frosinone – 43 př. n. l. Řím) byl římským politikem, vojevůdcem a mladším bratrem Marca Tullia Cicerona.

## Životopis
Ciceronův otec zajistil, aby se vzdělával se svým bratrem v Římě, Athénách a také na Rhodosu v letech 79-77 př. n. l. Kolem roku 70 př. n. l. se oženil z Pomponiou, sestrou Tita Attica, která byla dominantní a silnou osobností. Manželství bylo rozvedeno v roce 45 př. n. l. po dlouhém disharmonickém manželství s mnoha hádkami. Jeho bratr Marcus se několikrát pokusil jejich manželství urovnat, ale bez úspěchu. Z jejich manželství vzešel jeden syn narozený v roce 66 př. n. l., jmenoval se po svém otci Quintus Tullius Cicero. V roce 66 př. n. l. pracoval jako aedil, od roku 62 př. n. l. byl praetorem a v letech 61-59 př. n. l. byl propraetor v provincii Asie V následujících letech působil jako legát ve službách Julia Caesara během galských válek. Caesara doprovázel na jeho druhé výpravě do Británie. Během návratu z Británie zimoval v severní Galii, kde přežil spolu s Titem Labienem obléhání tábora galským vůdcem Indutiomarem a jeho kmenem Nerviů. Také pomáhal zachránit zbytek vojáků z bitvy u Atuatuca, kde Eburoni vedeni Ambiorikem pobili celou římskou legii a pět kohort. V roce 51 př. n. l. byl s bratrem v Kilíkii a během občanské války podporoval pompézskou frakci, přesto mu císař odpustil.
Během druhého triumvirátu, kdy byla Římská republika opět v občanské válce, byla na něj, jeho syna a bratra uvalena proskripce. S bratrem nejprve utekl z Tuskula. Později se však vrátil a s pomocí svého syna se ukrýval. Za což byl jeho syn zatčen a mučením nucen, aby svého otce zradil a prozradil jeho úkryt. Když se to otec dozvěděl, pokusil se syna zachránit. Nicméně Quintus Tullius Cicero, jeho syn i jeho bratr Marcus Tullius Cicero byli popraveni v roce 43. př. n. l. jako osoby zakázané.